# 高木訷元
高木 訷元（たかぎ しんげん、1930年4月28日- ）は、日本の真言宗僧侶（大僧正）、仏教学者、高野山大学名誉教授。高野山真言宗主教・島根支所学頭。円応寺（島根県大田市）住職。
島根県出身。1956年高野山大学仏教学科卒。1965年東北大学大学院印度哲学修了。文学博士。1967年高野山大学助教授、73年教授、82年文学部長、87年学長。2000年定年退任、名誉教授。
2009年4月瑞宝中綬章受章。

## 著書
- 『弘法大師の書簡』法蔵館 1981
- 『空海入門 本源への回帰』法蔵館 1990、新装版2015
- 『高木訷元著作集』全4巻、法蔵館、1990-91

1 古典ヨーガ大系の研究　法蔵館 1991
2 マータラ評註の原典解明　法蔵館 1991
3 初期仏教思想の研究　法蔵館 1991
4 空海思想の書誌的研究　法蔵館 1990
- 『空海 生涯とその周辺』吉川弘文館 1997／新装版 同〈歴史文化セレクション〉2009
- 『空海と最澄の手紙』法藏館 1999、新版2015
- 『空海の座標　存在とコトバの深秘学』慶應義塾大学出版会 2016
- 『空海　還源への歩み』春秋社 2019

### 共編著
- 『日本名僧論集 第3巻 空海』和多秀乗共編 吉川弘文館 1982
- 『日本仏教宗史論集 第4巻 弘法大師と真言宗』和多秀乗共編 吉川弘文館 1984
- 『真言宗選書 第6巻 教相篇 大師伝』責任編集 同朋舎出版 1986
- 『日本の名僧 空海 密教の聖者』岡村圭真共編 吉川弘文館 2003
- Kukai on the Philosophy of Language. Thomas Eijo Dreitlein共著 慶應義塾大学出版会、2010

### 訳・注解
- 『仏教教育宝典3 伝教大師・弘法大師集』塩入亮忠・中野義照共編、玉川大学出版部、1972。後者を担当
- 『新国訳大蔵経 密教部 3　守護国界主陀羅尼経』大蔵出版 2000

### 記念論文集
- 『仏教文化の諸相 高木訷元博士古稀記念論集』高野山大学仏教学研究室編 山喜房佛書林 2000

## 注
1. ↑  博士論文は未確認。
2. ↑  『現代日本人名録』
3. ↑  “平成21年春の叙勲 瑞宝中綬章受章者” (PDF).  内閣府. p. 12 (2009年4月29日). 2009年5月9日時点のオリジナルよりアーカイブ。2023年4月11日閲覧。